# 2053 Нукі
2053 Нукі (2053 Nuki) — астероїд головного поясу, відкритий 24 жовтня 1976 року.
Тіссеранів параметр щодо Юпітера — 3,294.